# Kavya
Kavya se refiere al estilo de literatura sánscrita utilizada por poetas en las cortes de reyes indios, que apareció en los últimos siglos del I milenio a. C. y floreció en la primera mitad del siglo VII d. C.
- kāvya, en el sistema AITS (alfabeto internacional para la transliteración del sánscrito).
- काव्य, en escritura devanagari del sánscrito.
- Pronunciación: /kávia/.[1]
- Etimología:[1]

## Datación
En el Mahabharata (siglo III a. C.) 2.453 se refiere a kavya en plural en el sentido genérico de ‘poemas’.
En el Mahabhasya (siglo II a. C.), el gramático Patañjali menciona varios «versos kavya». por ejemplo el «kavya de Vara Ruchi» (vāraruchamkāvyam), que tal vez fuera el actualmente conocido y no datado Vararucham-vakia-kavyam, un poema que contenía reglas gramaticales.
La primera aparición del término kavya como un estilo literario se atribuye al filósofo y poeta Asua Ghosha (c. 80-150 d. C.) considerado el padre del drama sánscrito. Ashva Ghosa escribió el Saundara-nanda-kavya, un poema kavya acerca de la conversión de Nanda, el medio hermano de Buda.
El kavya se desarrolló completamente durante el gobierno del rey Harsha-Vardhana de Thanesar (que desde 1973 se llama Kuruksetra) y Kanaush (606-648), quien reinó en todo el norte de la India, y bajo cuyo patronato el poeta Bana escribió su novela histórica Jarsha-charita y otras obras de estilo artificioso.
Una obra completamente escrita en estilo kavya es el Brijat-samjitá (del astrónomo Varaja Mijira), que sin dudas es datado en la mitad del siglo VI d. C.
El poeta Kalidás escribió varios mahakavia (grandes poemas kavya) hacia el siglo VI. Entre ellos se cuenta el Kumara-sambhava (‘la aparición del niño [dios]’). El tema de este kavya es el nacimiento del dios de la guerra Skanda, también llamado Kumara (‘muere fácil’, niño).
Los saptarshí representaron un papel muy importante en el sexto canto del Kumara-sambhava.

## Descripción
Este estilo literario se caracteriza por un cuidadoso empleo del lenguaje y el uso abundante de figuras literarias, metáforas, símiles e hipérboles para ostentar erudición.
El resultado final son obras cortas líricas, épicas cortesanas, narrativas o dramáticas.
El kavya presenta varias reglas:
- padia (métrica poética).
- gadia (prosa).
- misra (mezcla de ambas).

El término kavia puede referirse al estilo, a un texto escrito en ese estilo o al cuerpo completo de estos textos.
La lengua kavi puede ser el sánscrito, el prákrita o el apabhramsha.
Reciben este nombre las obras poéticas escritas en sánscrito que responden a reglas estrictas establecidas en distintos tratados de gramática. Entre estos tratados existen algunos decisivos para la composición de las obras kavya.
El tratado más antiguo conocido es el kavya-alankara (‘ornamento de la poesía kavya’), cuyo original no se ha conservado, pero que se conoce a través de un comentario hecho por el escritor Udbhata.
Otro tratado es el kavya-adrisha (‘espejo de la poesía’), escrito por Dandin.